# André Morency
André Morency est un auteur québécois né à Trois-Rivières, au Québec. Il a grandi dans la ville de Québec où il a poursuivi des études en cinéma à l'Université Laval. Il a ensuite collaboré à des projets de recherche portant sur le cinéma des premiers temps sous la direction du chercheur québécois en études cinématographiques André Gaudreault, un des chefs de file dans le domaine.  
En tant que traducteur, il a notamment collaboré avec Les Cahiers de la cinémathèque de Toulouse (textes de John L. Fell, Tom Gunning, John Haggan, David Levy, Martin Sopocy) et avec l'équipe du Théâtre Repère, de Québec, (participation à la traduction de La Trilogie des dragons et de Les Plaques tectoniques, oeuvres dramatiques collectives dirigées et mises en scène par l'homme de théâtre Robert Lepage). 
Il a exercé plusieurs métiers liés au théâtre et au cinéma, tant en production qu'en gestion, puis à titre de concepteur et auteur. Il est également scénariste pour le cinéma et la télévision et participe à la conception d'évènements culturels et de spectacles de cirque, ainsi qu'à des projets d'édition. 

## Œuvres produites et/ou publiées
- Terminus, Le col d'Arullo. Novella. Les Éditions du Beffroi, Québec, 1988.
- Junk.  Théâtre, d'après une idée originale de Marco Poulin. Création en 1989 au Théâtre Périscope, à Québec; mise en scène de Gil Champagne et production du Théâtre Blanc [1]. Théâtre de la Bordée, Québec, 1991 [2]. Centre des auteurs dramatiques, Montréal, 1991; Tournée pan-québécoise, 1992, dans une mise en scène d'André Morency et une production de Rafale. La Troupe des Treize de l'Université Laval, 2003[3] ; mise en scène de Marc Philippe Parent.
- Terminus. Adaptation théâtrale de Terminus, Le Col d'Arullo, en collaboration avec Michel Nadeau. Création en 1990 au Théâtre Périscope, à Québec; mise en scène de Michel Nadeau et production du Théâtre Niveau Parking [4].
- Virus. Théâtre. Création en 1990 au Théâtre Périscope par le Théâtre Niveau Parking, dans le spectacle Passion Fast-Food; mise en scène de Michel Nadeau et production du Théâtre Niveau Parking. Centre National des arts, Ottawa, 1991. Carrefour international de théâtre de Québec[5], 1992.
- Trident 20 ans. Publication historique. Théâtre du Trident, 1991.
- Le Piège, Terre des hommes. Théâtre. En collaboration avec Nathalie Pichet. Création en 1996 au Théâtre Périscope, à Québec;  mise en scène de Philippe Soldevilla et production du Théâtre du Paradoxe. Festival de Théâtre des Amériques (FTA), 1997. Théâtre Périscope, 1998. Tournée canadienne, 1998[6].
- Nô, long métrage de Robert Lepage, 1998. Adaptation d'un segment de la pièce de théâtre Les sept Branches de la Rivière Ota, en collaboration avec Robert Lepage. Production d'In Extremis Image[7].
- Nô. Scénario du film de Robert Lepage. En collaboration avec Robert Lepage. Les 400 Coups, Montréal, 1999.
- Québec, pour la vie. Photographies de Roger Côté et textes de Louisa Blair, Sylvie Drolet, France Ducasse, Paul Dumont, Jean-Simon Gagné, Jean-Paul L'Allier, Sylvain Lelièvre, Louis-Guy Lemieux, Danièle Marcoux, Claire Martin, Andrée A. Michaud, André Morency, Jean Provencher, Alain Roberge et Julie Stanton. Éditions du Septentrion, Québec, 2006 [8].
- Nous sommes des Milliards. Spectacle d'ouverture du Congrès mondial de l'énergie; mise en scène de Richard Aubé, Montréal, 2010.
- Le Hangar des Oubliés. Cirque immersif. En collaboration avec Martin Genest. Création en 2013 à l'Agora du Vieux-Port de Québec dans le cadre de la série Les Chemins invisibles; mise en scène de Martin Genest et production Cirque du Soleil, présenté de juin à septembre 2013 [9].
- Joyà. Cirque immersif et gastronomique. En collaboration avec Martin Genest. Création en 2014 au Vidanta Riviera Maya, Mexique; mise en scène de Martin Genest. Production du Cirque du Soleil et de Grupo Vidanta. À l'affiche depuis novembre 2014.
- Roland de Québec, mini série documentaire, 2015. Réalisation de Nicolas Léger. Production de Ciné-Scène. Diffusion sur MATV[10].
- Mission Yéti. Long métrage d'animation, 2018. En collaboration avec Pierre Greco. Réalisation de Pierre Greco et Nancy Florence Savard. Productions des Productions 10e Avenue, Québec.
- FEQ 68.17 - L'histoire d'un grand festival. Moyen métrage documentaire de Nicolas Léger, 2018. Réalisation de Nicolas Léger. Production de Ciné-Scène. Dans le cadre des préparatifs et de la présentation de la 50e édition du Festival d'été de Québec, ce film suit « des festivaliers, des artistes, des observateurs et des membres du Festival (qui) nous font vivre les émotions et la magie des préparatifs et du déroulement de la 50e édition du festival, tout en nous faisant découvrir les hauts et les bas de son histoire fascinante »[11] Diffusion sur Ici Radio-Canada, RDI, ARTV et Tou.TV depuis 2018.
- L'Écrin de verre. Moyen métrage documentaire, 2021. Scénario d'André Morency. Réalisation de Nicolas Léger et André Morency. Production du Grand Théâtre de Québec. Ce documentaire retrace la conception et la réalisation d'un projet de sauvegarde architecturale exceptionnel destiné à freiner la désintégration des façades bétonnées de l'édifice brutaliste abritant les activités du Grand Théâtre de Québec. Conçu par l'architecte québécois Éric Pelletier, ce projet audacieux a également permis la sauvegarde de la murale monumentale que le sculpteur Jordi Bonet a créée directement sur le côté intérieur des façades en 1969. Couronné de succès, le projet architectural s'est mérité de très nombreuses reconnaissances au Québec et à l'international, notamment le Prix or, aux International Design Awards, le Prix d'excellence en architecture de l'Ordre des architectes du Québec, le Prix d'excellence Innovation en architecture de l'Institut royal d'architecture du Canada, ainsi qu'aux Grands Prix du Design, au Architecture MasterPrize et aux Wan Awards de World Architecture News.
- Le Grand Théâtre de Québec - L'histoire vivante d'une scène d'exception, 2022. Ouvrage historique réalisé sous la direction de Louis Jolicoeur et André Morency en collaboration avec Marianne Morency Pichet[12],[13]. Préface de Robert Lepage et textes d'Irène Brisson, Martin Dubois, Bertrand Guay, Chantal Hébert, Sébastien Hudon, Jonathan Livernois, André Morency, Gaétan Morency, Bernard Pelchat, Eric Pelletier, Ariane Plante, Irène Roy, Jean-Pierre Sirois-Trahan, Alex Tremblay Lamarche et Brigitte Trudel. 396 pages. Éditions du Septentrion, Québec.
- La musique populaire au Grand Théâtre, 2022. Paru dans Le Grand Théâtre de Québec - L'histoire vivante d'une scène d'exception. Chapitre consacré à la programmation des musiques populaires au Grand Théâtre de 1971 à 2021.

## Récompenses et nominations
- Prix d'excellence, pour Junk - Gala des Prix d'excellence de Québec, 1989.
- Prix de la Critique, pour Le Piège, Terre des hommes - Association québécoise des critiques de Théâtre, 1996.
- Finaliste du Meilleur texte original, pour Le Piège, Terre des hommes - Gala des Masques, Académie québécoise du théâtre. 1996.
- Prix du Meilleur film canadien, pour Nô - Festival international du film de Toronto, 1998.
- Prix du meilleur film canadien, pour Nô, Festival Sudbury Cinefest , 1998.
- Finaliste du Grand Prix des Amériques, pour Nô - Festival des films du monde de Montréal, 1998.
- Finaliste du Prix Jutra du Meilleur scénario, pour Nô - Gala des Prix Jutra, Québec Cinéma, 1998.
- Finaliste du Prix Génie du Meilleur scénario, pour Nô - Gala des Prix Génie, Académie canadienne du cinéma et de la télévision, 1998.
- Prix des Abonnés, pour Québec pour la vie - Réseau des Bibliothèques de la Ville de Québec, 2006.
- Papillon d'or du Meilleur film d'animation, pour Mission Yéti - Festival international du film pour l'enfance et la jeunesse, Ispahan, Iran, 2018.